# خودروهای مفهومی ایران خودرو
یکی از این خودروهای مفهومی سمند ساحلی بود که تنها یک نمونه از آن در موزه ایران خودرو وجود دارد 

سمند ساحل یک نمونه از خودروهای مفهومی ایران‌خودرو که عرضه نشد

تعدادی از خودروهای مفهومی ایران خودرو در زیر آمده‌است

## پردیس
پردیس از جمله سه مدل جدید تولیدی است که با موتور XU7 JP4 با قدرت ۱۱۰ اسب‌بخار قدرت (موتور استفاده شده در سیتروئن زانتیا ۱۸۰۰ و پژو پارس ELX) قرار بود در سال ۱۳۸۶ به بازار عرضه شود، این خودرو از نظر ظاهری با سمند بسیار تفاوت داشت. چراغ‌های جلو و عقب با استفاده از طرح لنز نوری و قرار دادن چراغ راهنما در آینه‌های بغل، همچنین رینگ و لاستیک اسپورت، زیبایی خاصی را به آن داده بود.
پردیس قرار بود خودروی لوکس و گران‌قیمتی باشد و حتی در نمایشگاه‌ها هم از پردیس استقبال شد اما هرگز به تولید نرسید.
در نهایت طراحی پردیس به پروژه P2 انتقال یافت و منجر به تولید سورن گشت.

## زوبین
زوبین هم از نظر ظاهری شبیه پردیس است اما از نظر موتور زوبین دارای موتور XU9 J4Z با قدرت ۱۴۸ اسب‌بخار قدرت بود. همچنین این خودرو که مخصوص جوانان طراحی شده بود، قرار بود با فنربندی و کمک‌های بادی (هیدروپنوماتیک) سیتروئن زانتیا که قابلیت تنظیم ارتفاع را داشت به تولید برسد.
اما با مخالفت شرکت پژو جهت استفاده از موتور XU9 و مخالفت شرکت سیتروئن جهت استفاده از سیستم هیدروپنوماتیک زانتیا، تولید زوبین منحل شد.

## ساحلی
اولین کانسپت یک خودروی ایرانی تاکنون ساحل بوده‌است.
معمولاً خودروهای کانسپت ساخته می‌شوند تا بعدها با تکمیل‌شان الهام بخش مدل‌های واقعی باشند.

## پیکا
اما به غیر از سمند بسیاری از خودروها بودند که طراحی شدند ولی هیچگاه وارد بازار نشدند مانند پیکا. این خودرو قرار بود پس از سمند دومین خودرو با نشان ملی باشد.
ایران‌خودرویی‌ها قصد داشتند این محصول را در بازه قیمتی چهار تا پنج میلیون تومان در اوایل دهه ۸۰ شمسی وارد بازار کند و تیراژی که برای این خودرو در نظر گرفته شده بود بالای ۲۰۰ هزار دستگاه بود.

قرار بود این خودرو، خودروی قشرها کم درآمد ایرانی باشد. پلت‌فرم این خودرو قرار بود مدلی از فیات باشد اما فیات از دادن این پلت‌فرم سر باز زد.
بعدها ایران‌خودرویی‌ها تصمیم گرفتند از پلت‌فرم پژو ۱۰۶ استفاده کنند؛ که پژو هم این پلت‌فرم را نداد و خودروی پیکا تولید نشد.

## سورن کوپه
سورن ابتدا قرار بود یک کوپه باشد. طراحی بدنه این خودرو تا حدودی شبیه به محصولات مزدا است. برای این خودرو موتور دو هزار سی سی در نظر گرفته شده بود.
ایران‌خودرو قرار بود این محصول را برای مشتریان جوانترش عرضه کند. با اینکه از این محصول نیز در نمایشگاه‌های خودرویی داخلی استقبال زیادی شد، اما این مدل نیز هیچ‌گاه به تولید نرسید و تنها در حد ساخت چند مدل نمونه در مرکز تحقیقات ایران‌خودرو ماند.
بعدها از نام این محصول برای مدل جدید سمند استفاده شد.

## نیوپیکان
این خودرو یکی از جنجالی‌ترین محصولات طراحی شده در مرکز تحقیقات ایران خودرو است. ایران‌خودرویی‌ها به کمک مشاوران ایتالیایی این محصول را طراحی کرده‌اند.

در آن زمان حمیدرضا کاتوزیان نماینده منتقد پروژه ال-۹۰ مدیر این پروژه بود. با مطرح شدن پروژه تندر-۹۰ طرح تولید این خودرو کنار گذاشته شد.
پلت‌فرم استفاده شده در این خودرو نیز پژو ۲۰۶ بود. بعدها این پروژه به پژو ۲۰۶ صندوقدار و در نهایت خودروی رانا ختم شد.

## سمند استیشن و وانت
سمند استیشن خودرویی بود که در ایران‌خودرو تولید شد و حتی تا مرز صنعتی‌سازی نیز پیش رفت اما شکست پروژه پژو ۴۰۵ استیشن مدیران ایران‌خودرو را از تولید این خودرو منصرف کرد.
سمند وانت نیز محصولی بود که در مرکز تحقیقات ایران خودرو طراحی شد، اما پس از تولید وانت آریسان، این پروژه در ایران خودرو کنار رفت. البته ایران خودرو در پی جایگزین کردن سمند وانت به جای وانت پیکان بود.